# John Udall
John Udall (* um 1560; † 1592) war ein englischer Puritaner und Schriftsteller.

## Leben
Udall wurde Priester und sah sich wegen seiner Kritik am Episkopalsystem bald Schwierigkeiten seitens der Hierarchie der Kirche von England ausgesetzt. 1588 brachte er anonym eine Flugschrift heraus, die viel gelesen wurde und ihm den Verdacht einbrachte, einer der Autoren der „Marprelate Tracts“ (1588–89) zu sein. Die zweite Flugschrift „A Demonstration of the Truth of that Discipline which Christ Hath Prescribed for the Government of His Church“ (Von der wahren Ordnung, die Christus für das Regiment seiner Kirche vorgesehen hatte), galt als politisches Vergehen, da sie eine Institution angriff, die auf königlichen Befehl gegründet worden war. Udall wurde zum Tode verurteilt; nach Fürsprache von Sir Walter Raleigh wurde er begnadigt, doch starb er noch im Gefängnis. Udall veröffentlichte auch einige seiner Reden sowie eine hebräische Grammatik und ein Wörterbuch.